# Zaurak
Zaurak (γ Eridani / 34 Eridani) es la tercera estrella más brillante de la constelación de Erídano.
El nombre Zaurak, escrito a veces como Zaurac, es de origen árabe y significa «el barco».
De magnitud aparente +2,98, Zaurak se encuentra —de acuerdo a la nueva reducción de los datos de paralaje de Hipparcos— a 203 años luz de distancia del sistema solar.
Es una gigante roja de tipo espectral M1IIIb cuya temperatura superficial es de 3811 K.
Su luminosidad bolométrica —que incluye una importante fracción de su radiación emitida como luz infrarroja— está comprendida entre 860 y 1258 soles, la cifra varía según la fuente consultada.
La medida de su diámetro angular por métodos indirectos, teniendo en cuenta el oscurecimiento de limbo, es de 8,74 ± 0,09 milisegundos de arco, lo que supone que su radio es 59 veces más grande que el del Sol; algo mayor es la medida directa de su diámetro angular mediante interferometría —9,33 ± 0,17 milisegundos de arco—, resultando un radio 63 veces mayor que el del Sol.
Estos valores concuerdan con el valor obtenido a partir de los modelos teóricos, que es de 66 radios solares.
La masa de Zaurak es difícil de evaluar, aunque pudiera ser unas dos veces la del Sol.
Tampoco es fácil dilucidar su estado evolutivo; es posible que haya finalizado la fusión de su helio y, con un núcleo inerte de carbono y oxígeno, esté comenzando a evolucionar hacia una variable Mira.
Al igual que otras gigantes semejantes, es una estrella variable irregular de tipo LB, siendo su variación en su brillo de 0,08 magnitudes.